# Coulomb
Il coulomb (simbolo C) è l'unità di misura derivata SI della carica elettrica ed è definita operativamente a partire da una misura di corrente: 1 coulomb è la quantità di carica elettrica trasportata in 1 secondo dall'intensità di corrente pari a 1 ampere:
{\displaystyle 1\ \mathrm {C} =1\ \mathrm {A} \cdot \mathrm {s} }
Dalla ridefinizione SI del 2019 il coulomb può essere finalmente ridefinito a partire dalla carica elementare, poiché la sua misura ha ormai un valore stabile (e = 1,602176634×10−19 C esatti):
{\displaystyle 1\ \mathrm {C} =6{,}241\,509\,074...\cdot 10^{18}\ e}
In alternativa, si potrebbe definire il coulomb sulla base della carica di Planck, ricordando che il rapporto è l'inverso della radice della costante di struttura fine: un valore pari a circa 11.70... secondo le attuali misurazioni. L'unità tecnica di misura "Coulomb" prende il nome da Charles Augustin de Coulomb (1736 – 1806), che fu il primo scienziato a studiare sperimentalmente le cariche elettriche e le forze che ne regolano il moto, sulla base dell'esempio costituito dall'esperimento di Cavendish.

## Elettrostatica e gravità
Se si utilizza questa grandezza per calcolare la forza elettrostatica esercitata tra una carica positiva e una negativa poste a una distanza di 5,291×10−11 m (il raggio di Bohr) si ottiene che tale forza ha una intensità pari a Fe=9×10−9 N.
Sembra una forza debole, ma se viene confrontata con la forza gravitazionale si scopre che:
{\displaystyle {\frac {F_{g}}{F_{e}}}\approx 10^{-39}}
ovvero la forza gravitazionale, alle scale atomiche, è trascurabile.